# Azteca velox
Azteca velox es una especie de hormiga del género Azteca, subfamilia Dolichoderinae. Fue descrita científicamente por Forel en 1899.
Se distribuye por Brasil, Colombia, Costa Rica, Ecuador, Guayana Francesa, Guatemala, Guyana, Honduras, México, Nicaragua, Panamá, Surinam, Trinidad y Tobago y Venezuela. Se ha encontrado a elevaciones de hasta 1100 metros. Vive en microhábitats como la vegetación baja, nidos y ramas muertas.